# Бейнеу — Індер
Бейнеу — Індер — важливий елемент газотранспортної системи Казахстану.
В часи існування СРСР через західну частину Казахстану пройшла потужна система Середня Азія — Центр, яка транспортувала ресурс переважно туркменського та узбецького походження. При цьому між компресорними станціями Бейнеу та Макат прямували п'ять ниток (дві діаметром 1400 мм та три в діаметрі 1200 мм), а після Макату їх кількість зменшувалась до чотирьох (одна 1400 мм та три 1200 мм).
Після надбання центральноазійськими державами незалежності режим використання окремих частин системи змінився, при цьому казахська ділянка з компресорними станціями Бейнеу, Опорна, Кульсари, Макат, Індер та Кисик-Камис продовжує використовуватись, хоча й зі значно меншими навантаженнями. Навіть за умови повного припинення транзиту ділянка Бейнеу — Індер буде відігравати важливу роль у газотранспортній системі Казахстану, що пояснюється проходженням через неї основної частини видобутку казахського природного газу, а саме:
- по газопроводу Тенгіз — Кульсари надходить продукція родовища Тенгіз, що є найбільшим виробником газу в Казахстані;
- по газопроводу Болашак — Макат з другої половини 2010-х стала можливою видача ресурсу родовища Кашаган.
Також певні обсяги блакитного палива до цієї ділянки постачають менші родовища по трубопроводу Прорва — Опорна.  
При цьому на основі компресорної станції Бейнеу сформувався важливий газотранспортний хаб, звідки бере початок трубопровід Бейнеу — Бозой — Шимкент, який відіграє критичну роль у забезпеченні споживачів центральної та південної частини Казахстану. Крім того, з Бейнеу ресурс спрямовують до газопроводу Бейнеу — Жанаозен (живлення споживачів промислового центру Актау), а до Бейнеу надходить продукція ряду родовищ Мангістауської області по трубопроводах Шагирли-Шомишти — Бейнеу та Каламкас — Каражанбас — Бейнеу.
Що стосується західної частини системи, то від компресорної станції Макат живиться трубопровід Макат — Атирау, а менш ніж за десять кілометрів після компресорної станції Індер створене сполучення з газопроводом Белес — Тайпак.